# Jullian Dulce Vida
Jullian Dulce Vida (Los Angeles, 19 juni 1966), geboren als Kirk Douglas, is een Amerikaans acteur, filmregisseur, filmproducent, scenarioschrijver en filmeditor. 

## Biografie
De moeder van Vida noemde hem Kirk omdat zij een grote fan was van de beroemde acteur Kirk Douglas. In 1993 werkte Vida als parkeerhulp op een feest in Beverly Hills en ontmoette daar de echte Kirk Douglas en liet hem zijn rijbewijs zien en toen werd Vida voorgesteld aan de vrouw van Kirk met de opmerking dat hij de echte Kirk Douglas is. toen hij zich in wilde schrijven als acteur moest hij een andere naam geven omdat de naam Kirk Douglas al bestond. 
Vida begon met acteren in 1993 met de televisieserie Harry and the Hendersons, waarna hij nog meerdere rollen speelde in televisieseries en films.
Vida speelt in zijn vrije tijd met zijn akoestische en elektrische gitaar, hij heeft in het verleden gitaar gespeeld in de rock-'n-rollband Rockit. Vida spreekt vloeiend Engels, Italiaans en Spaans. 
Vida is in 1997 getrouwd en heeft twee dochters, en woont nu met zijn gezin in Marina del Rey Californië.

## Filmografie

### Films
Uitgezonderd korte films.
- 2023 Rebel Moon – Part One: A Child of Fire - als Samandra
- 2023 The Iron Claw - als geluidsman
- 2023 Konstantin & Miss Divine - als Konstantin
- 2015 Cornmeal, Gunpowder, Ham Hocks and Guitar Strings - als kapitein Filipippo Bodegas
- 2014 Konstantin & 'Miss Divine' - als Konstantin
- 2013 Lost in Boston - als Ray Waters
- 2011 The Wayshower – als Jaisinha
- 2011 Escape – als Fred Ramos
- 2010 Once Fallen – als Blancos Lobos
- 2010 The Wayshower – als Jaisinha
- 2008 Stone & Ed – als Moustache
- 2005 Fun wit Dick and Jane – als dagloner
- 2003 44 Minutes: The North Hollywood Shoot-Out – als Luis Rivera
- 2003 Vegas Dick – als Miguel Sanchez
- 2002 Lone Star State of Mind – als Vasquez
- 2002 Showtime – als J.J.
- 2002 Zig Zag – als Ramon
- 2000 A Family in Crisis: The Elian Gonzales Story – als Nivaldo
- 2000 Across the Line – als Jesus
- 2000 Punks – als Spike
- 1998 Gia – als gangster
- 1998 Running Woman– als Jesus

### Televisieseries
Uitgezonderd eenmalige gastrollen.
- 2011 Kickin' It – als Daryl – 3 afl.
- 1997 Chicago Hope - als verpleger Neil Marcus - 2 afl.

### Filmproducent/Scenarioschrijver
- 2015 Cornmeal, Gunpowder, Ham Hocks and Guitar Strings - film
- 2014 Konstantin & 'Miss Divine' - film
- 2013 Lost in Boston - film
- 2007 Nobody's Shalom - korte film

### Filmregisseur
- 2015 Cornmeal, Gunpowder, Ham Hocks and Guitar Strings - film
- 2013 Lost in Boston - film
- 2007 Nobody's Shalom - korte film